# 卡兰博结构
卡兰博结构是一个旧石器时代初期的木制结构。该木制结构由两部分构成，一起出土的还有一些其他木制工具，发现地址为赞比亚卡蘭博瀑布。它们是目前已知最古老的木制结构，根据荧光定年法，它至少有476,000年的历史，早于智人的出现。

## 发现历史
20世纪50至60年代，科学家在包含卡兰博瀑布史前遗址的卡蘭博瀑布地区，发掘出了可能由人族动物制作的木制器物。但由于这些器物已经磨损腐烂，他们无法确认来源。
2019年，卡兰博结构和附近的工具在卡蘭博河边的BLB遗址被发掘。卡兰博结构本身位于河下的BLB5区，与阿舍利器物有联系。这个发现结果很特别，因为一般木材不能保存这么久。发掘团队的成员杰夫·杜勒指出，高水位和密封结构的细小沉积物有助于保存木材。

## 描述
卡兰博结构由两根互相咬合的大果风车子圆木组成，其中一根圆木有V形切口，与另一根成直角连接。较小的圆木长141.3 cm（55.6英寸），两端锥形，有一个U形切口，穿过较大圆木的V形切口。杜勒指出，该结构有可能原本是木制平台的一部分，其用途是供人行走、保持食物或柴木干燥，抑或是用作房子的底层。这个发现可表明居住于卡兰博瀑布的人族动物可能会过定居生活，但普遍认为石器时代人族动物会过游牧生活，两者互相冲突。
上面圆木的切口显示它是用锛和刮擦制成的，而红外光谱学显示它的制作涉及火。下面圆木在中点和穿过切口的尖端则包含带有V形切痕的条纹，表明它的制作可能涉及刮擦。
根据荧光定年法，圆木的制作年代大约为476±23 kya（千年）前。碳定年法证实了它们的非侵入性，其制作年代超过50 kya的上限。
此前，另一根两端锥形，带有类似切口的圆木在卡兰博瀑布的B遗址被发现。它也来自阿舍利文化，但当时不能确定它是否是人族動物制作的结构的一部分。
与结构一同发掘的木制工具包括楔子和挖地棍。它们发现于BLB遗址中的几个区域，其制作年代被确认为390,000年至324,000年前。

## 意义
发掘卡兰博结构的考古队队长——利物浦大学的拉里·巴勒姆及其他考古学家认为，在石器时代，木制工具很可能比石制工具更常用，但由于木材会在泥土中快速腐烂，导致考古学家难以发现这些工具。由于卡兰博结构的某些工具由几部分連繫而成，鉴于木制和石制工具可能在共同进化，他们认为卡兰博结构所需要的技艺与之后出现的繫柄技巧有关。
卡兰博结构的建筑时间与卡蘭博河流域的森林覆盖时期重合。巴勒姆考察队认为环境的丰富资源、高水位，以及在洪泛区上建筑较高结构所带来的好处营造了有利于持续居住的生境。
该结构比人早100,000年以上出现。由于考古学家在卡兰博瀑布仍未发现任何人族動物残骸，他们未能确定该结构是哪种动物建筑的，但他们在另一个赞比亚遗址发现了一个300,000年前的海德堡人头颅。